# Скузе
Скузе (пол. Skuze) — село в Польщі, у гміні Хожеле Пшасниського повіту Мазовецького воєводства.
Населення — 30 осіб (2011).
У 1975—1998 роках село належало до Остроленцького воєводства.

## Демографія
Демографічна структура станом на 31 березня 2011 року:
|          | Загалом | Допрацездатний вік | Працездатний вік | Постпрацездатний вік |
| -------- | ------- | ------------------ | ---------------- | -------------------- |
| Чоловіки | 19      | 3                  | 14               | 2                    |
| Жінки    | 11      | 2                  | 6                | 3                    |
| Разом    | 30      | 5                  | 20               | 5                    |